# 竹本
竹本では歌舞伎で用いられる義太夫節について解説する。チョボ、歌舞伎義太夫とも。歌舞伎の幕内では長らく竹本が使われていたが、最近では対外的にも用いるようになった。チョボの語は現在では差別的なひびきのある語として使用を避ける傾向にある。
竹本（たけもと）は、義太夫節の開祖竹本義太夫の芸名の苗字。転じて義太夫の太夫が芸名を名乗る際にはかならず竹本か豊竹を苗字とするようになった。
現在、歌舞伎の義太夫節を専門の業とする太夫には豊竹姓がおらず、今後も竹本姓だけを用いることがとりきめられているために、このような名称を定めるにいたった。文楽義太夫とは別に、歌舞伎義太夫の独自性を主張する意味合いも込められている。
丸本歌舞伎において三味線とともに語られる（歌うようでもあるが、義太夫は「歌う」と表現せず、「語る」と表現する）義太夫節、あるいはそれを語る太夫および三味線方、また語ること自体を竹本という。内容的には文楽（人形浄瑠璃）における義太夫と大差はないが、
1. 文楽であれば全編を太夫が語るのに対して歌舞伎の場合は役者の台詞の部分を抜いて語る[1]
2. 台詞と地のつけ具合や役者のしぐさに合わせて語るなど文楽の場合とは多少の技術的な違いが生じる

という理由から、人形浄瑠璃のそれとは区分されている。
戦後のある時期までは、文楽の側に竹本を低く見る意識がつよく、歌舞伎に出ることは義太夫にとって「身をおとす」という意識がつよかった。文楽と竹本にさまで大きな内容的相違がないにもかかわらず、これを明確に区分しようとする意識がつよいのはこうした階級意識によるところが大きい。現在でも文楽座の太夫、三味線方が歌舞伎に出演する際には、特殊なとりきめ（歌舞伎役者が台詞を言わず、全編を義太夫がとる）があり、通常はこうした交流は行われない。
ただし近年では、劇付随音楽としての竹本の独自性や技術を積極的に再評価し、文楽義太夫とはまた別の音楽として考える傾向がつよくなってきている。
チョボの語源は諸説あってよくわからないが、
1. むかしの歌舞伎の台本には義太夫の地に点が振ってあったから、
2. 床本のチョボがとる部分にもとは赤い付箋をしていたがこれがいつからか点の印で代用されるようになったから

などの説が有力であり、いずれも点をチョボという俗語から出ていることが共通する。
重要無形文化財総合認定「歌舞伎」の指定団体である伝統歌舞伎保存会には、2019年2月22日現在以下の21名の太夫・三味線が会員として所属する。この他に、総合認定「義太夫節」の指定団体義太夫節保存会会員の竹本弥乃太夫がいる。1980年に竹本雛太夫が亡くなって以降各個認定の対象者（人間国宝）はいないが、2019年7月に文化審議会が竹本葵太夫を重要無形文化財保持者（人間国宝）に認定するよう文部科学相に答申した。
<音楽の部(竹本／太夫)>10名
- 竹本葵太夫（二世）
- 竹本泉太夫（初世）
- 竹本谷太夫（初世）
- 竹本東太夫（初世）
- 竹本巽太夫（二世）
- 竹本幹太夫（初世）
- 竹本道太夫（初世）
- 竹本愛太夫（初世）
- 竹本豊太夫（初世）
- 竹本六太夫（初世）

<音楽の部(竹本／三味線)>11名
- 鶴澤正一郎（初世）
- 鶴澤寿治郎（初世）
- 野澤松也（初世）
- 鶴澤泰二郎（初世）
- 鶴澤宏太郎（初世）
- 鶴澤燕太郎（初世）
- 鶴澤慎治（初世）
- 豊澤淳一郎（初世）
- 鶴澤祐二（初世）
- 豊澤勝二郎（初世）
- 豊澤長一郎（初世）